# 예멘 축구 협회
예멘 축구 협회(아랍어: الاتحاد اليمني لكرة القدم, 영어: Yemen Football Association)는 예멘의 축구 협회이다. 국제축구연맹(FIFA)과 아시아 축구 연맹(AFC)에 가입되어 있다. 예멘 리그, 예멘 축구 국가대표팀 등을 관리한다.

## 같이 보기
- 아시아 축구 연맹
- 서아시아 축구 연맹
- 예멘 축구 국가대표팀
- 예멘 리그